# Tioga County (New York)
Tioga County ist ein County im Bundesstaat New York der Vereinigten Staaten von Amerika. Bei der Volkszählung im Jahr 2020 hatte das County 48.455 Einwohner und eine Bevölkerungsdichte von 36,1 Einwohner pro Quadratkilometer. Der Verwaltungssitz (County Seat) ist das Village Owego.

## Geographie
Das County hat eine Fläche von 1.354,1 Quadratkilometern, wovon 11,1 Quadratkilometer Wasserfläche sind.

### Umliegende Gebiete
| Tompkins County      | Tompkins County Cortland County | Cortland County         |
| Chemung County       |                                 | Broome County           |
| Bradford County (PA) | Bradford County (PA)            | Susquehanna County (PA) |

## Geschichte
Das County wurde nach der Bezeichnung der Mohawk für „bei der Gabelung“ benannt. Es rekurriert auf den Zusammenfluss von Chemung River und Susquehanna River, wo sich ein Versammlungsplatz der Indianer befand. Das Tioga County wurde am 16. Februar 1791 gegründet.
55 Bauwerke und Stätten des Countys sind insgesamt im National Register of Historic Places eingetragen (Stand 21. Februar 2018).

### Einwohnerentwicklung
| Jahr      | 1800   | 1810   | 1820   | 1830   | 1840   | 1850   | 1860   | 1870   | 1880   | 1890   |
| --------- | ------ | ------ | ------ | ------ | ------ | ------ | ------ | ------ | ------ | ------ |
| Einwohner | 7109   | 7899   | 16.971 | 27.690 | 20.527 | 24.880 | 28.748 | 30.572 | 32.673 | 29.935 |
| Jahr      | 1900   | 1910   | 1920   | 1930   | 1940   | 1950   | 1960   | 1970   | 1980   | 1990   |
| Einwohner | 27.951 | 25.480 | 24.212 | 25.480 | 27.072 | 30.166 | 37.802 | 46.513 | 49.812 | 52.337 |
| Jahr      | 2000   | 2010   | 2020   | 2030   | 2040   | 2050   | 2060   | 2070   | 2080   | 2090   |
| Einwohner | 51.784 | 51.125 | 48.455 |        |        |        |        |        |        |        |

Hinweis: Der Wert von 1810 ist lediglich aus der englischsprachigen Wikipedia ungeprüft übernommen worden, weil die Einwohnerzahlen für 1810 derzeit auf dem Server der Census-Behörde nicht verfügbar sind. (Stand: 1. November 2020)

## Städte und Ortschaften
Zusätzlich zu den unten angeführten selbständigen Gemeinden gibt es im Tioga County mehrere villages, darunter das Verwaltungszentrum Owego Village.
| Ortschaft     | Status | Einwohner (2010)! | Gesamte Fläche [km²] | Landfläche [km²] | Bevölkerungsdichte [Einwohner / km²] | Gründung      | Besonderheit                                      |
| ------------- | ------ | ----------------- | -------------------- | ---------------- | ------------------------------------ | ------------- | ------------------------------------------------- |
| Barton        | town   | 8.858             | 154,6                | 153,5            | 57,7                                 | 23. März 1824 |                                                   |
| Berkshire     | town   | 1.412             | 78,3                 | 78,0             | 18,1                                 | 12. Feb. 1808 |                                                   |
| Candor        | town   | 5.305             | 245,1                | 244,8            | 21,7                                 | 22. Feb. 1811 |                                                   |
| Newark Valley | town   | 3.946             | 130,5                | 130,3            | 30,3                                 | 12. Apr. 1823 | Gründungsname: Westville; umbenannt 24. März 1824 |
| Nichols       | town   | 2.525             | 89,8                 | 87,4             | 28,9                                 | 23. März 1824 |                                                   |
| Owego         | town   | 19.883            | 273,9                | 269,9            | 73,7                                 | 16. Feb. 1791 |                                                   |
| Richford      | town   | 1.172             | 99,0                 | 98,9             | 11,9                                 | 18. Apr. 1831 | Gründungsname: Arlington; umbenannt 9. April 1832 |
| Spencer       | town   | 3.153             | 129,2                | 128,3            | 24,6                                 | 28. Feb. 1806 |                                                   |
| Tioga         | town   | 4.871             | 154,0                | 151,8            | 32,1                                 | 14. März 1800 |                                                   |